# Lauranne Dautais
Lauranne Dautais Meslier de Rocan (nom de jeune fille Lauranne Dautais), née le 20 juin 1973 à Nantes, est une joueuse française de volley-ball. Elle évolue au poste de réceptionneur-attaquant.

## Carrière
Elle prend sa première licence à l'ASB Rezé. À l'âge de 16 ans, elle rejoint le pôle sport-études de l'INSEP. À 18 ans, elle intègre le CSM Clamart évoluant en première division puis rejoint à l'âge de 20 ans le Racing Club de Cannes où elle remportera cinq titres nationaux et cinq coupes de France consécutives. Elle intègre l'équipe de France de volley-ball féminin à partir de 1993. Elle est notamment médaillée de bronze aux Jeux méditerranéens de 2001